# Кочина краина
Кочина краина (на сръбски: Кочина крајина) е област в Сърбия, която през 1788 – 1791 година, по време на Австро-турската война, е под контрола на Хабсбургската монархия.
Образува се през 1788 година, когато сръбски бунтовници, начело с Коча Анджелкович, установяват контрол над част от Смедеревския санджак. По-късно през същата година в областта навлизат хабсбургски войски и тя е разширена и стабилизирана, като е поставена под управлението на военна администрация. Върната е на Османската империя след сключването на Свищовския договор.